# Середньовічна Англія
410—1485 рр. н. е. ми називаємо середньовіччям або середніми віками. Але визначити точну дату початку або завершення цього періоду неможливо. Середньовіччя почалася не відразу після того, як у 410 р. Англію залишили останні римські війська, і не закінчилося після того, як на престол зійшов Генріх VII. У період середньовіччя англійські королі мали володіння не тільки в Англії, а й у Франції. Генріх I правив Нормандією, Бретанню і Меном, а Генріх II — імперією, яка простягалася від шотландського кордону до Піренеїв.

## Середньовічне королівство
Після того, як король Іоанн (Джон) втратив деякі землі у Франції, його спадкоємці розв'язали Столітню війну (насправді — низку нетривалих війн), намагаючись відвоювати ці землі. Едуард III і Генріх V одержали ефективні, але короткочасні перемоги, проте врешті-решт у Столітній війні перемогла Франція.
| Нормани  |                   | Плантагенети |          |              |            |          |           |            |           | Ланкастери |          |           | Йорки     |          |            |  |
| -------- | ----------------- | ------------ | -------- | ------------ | ---------- | -------- | --------- | ---------- | --------- | ---------- | -------- | --------- | --------- | -------- | ---------- |  |
| Генріх I | Стефан і Матильда | Генріх II    | Річард I | Іоанн (Джон) | Генріх III | Едуард I | Едуард II | Едуард III | Річард II | Генріх IV  | Генріх V | Генріх VI | Едуард IV | Едуард V | Річард III |  |
| 1100 р.  | 1135 р.           | 1154 р.      | 1189 р.  | 1199 р.      | 1216 р.    | 1295 р.  | 1307 р.   | 1327 р.    | 1377 р.   | 1399 р.    | 1413 р.  | 1422 р.   | 1461 р.   | 1483 р.  | 1483 р.    |  |

Тим часом англійські королі намагались поширити свою владу на всю територію Британських островів. Генріх II завоював частину Ірландії, але його спадкоємці не змогли зберегти захоплені ним землі. Уельс не встояв під натиском військ Едуарда I, котрий проголосив свого сина принцом Уельським. В цей час між Шотландією і Англією було чимало конфліктів, проте шотландці врешті-решт до 1603 року зберігали повну незалежність і територіальну цілісність.

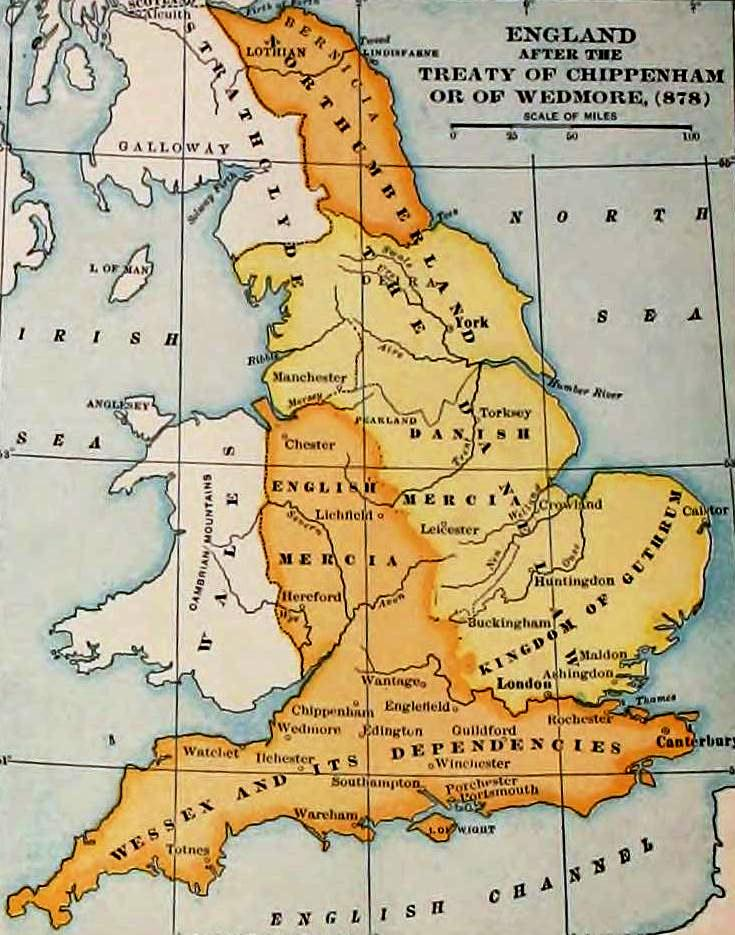
Англія у 878 році.

## Король, закон і парламент
Хоч у руках середньовічних королів була зосереджена майже необмежена влада, непопулярні монархи рідко подовгу утримувалися на престолі. Ненависного Едуарда II вбили його вороги, правління королеви Матильди було перерване громадянською війною. Більше того, у бій за корону завжди готові були вступити честолюбні барони. Найвідомішим серед таких конфліктів стала Війна Червоної і білої троянд між кланами Йорків і Ланкастерів, спадкоємців Едуарда III.
Незважаючи на війни і повстання, Англія управлялася краще за будь-яку країну Європи. Удачливі королі підтримували мирні стосунки з баронами, а пізніше — з представниками графств. Зібрання Баронів було названо палатою лордів, а зібрання не таких знатних, але видатних осіб — палатою громад. Ці дві палати становили парламент.

## Суспільство
На початку середньовіччя більшість людей були селянами. Вони жили у невеличких селах, де їхню свободу обмежували закони феодального ладу. Структура суспільства в епоху феодалізму була схожа на піраміду. ЇЇ широку основу утворювали безліч простих людей, котрі важко працювали на полях, забезпечували всіх, хто ними правив, — лицарів, лордів, баронів та короля.
Епідемії «чорної смерті» (чуми) забрали понад третину населення, викликавши нестачу робочих рук. Обурення селян поступово підривало підвалини феодального ладу.

## Церква
Християнська церква Англії належала до надзвичайно багатої і впливової Римо-католицької церкви, яку очолював папа. Церква була найбільшим земле власником, їй підпорядковувалися школи і університети. У церкві навіть діяв свій звіт законів, який дозволяв судити священиків у церковних судах. Це призвело до жорстоких суперечок між королем і церквою.

## Часи змін
В епоху Середньовіччя в Англії відбувалося чимало змін. Парламент обмежив владу короля. Міста росли, з'явився процвітаючий стан торговців. Відкриті поля початку середньовіччя, на яких селянам належали вузькі смужки землі, змінилися обгородженими земельними ділянками. До XV ст. церква з її багатствами і службами латинською мовою дедалі менше відповідали потребам простих людей.
Завдяки винаходу друкарського верстака книжки стали доступнішими, а в епоху Ренесансу з Південної Європи в Англію прийшло нове мистецтво і філософія.